# (7418) Akasegawa
(7418) Akasegawa est un astéroïde de la ceinture principale.

## Description
(7418) Akasegawa est un astéroïde de la ceinture principale. Il fut découvert le 11 mars 1991 à Kitami par Tetsuya Fujii et Kazuro Watanabe. Il présente une orbite caractérisée par un demi-grand axe de 2,36 UA, une excentricité de 0,05 et une inclinaison de 7,3° par rapport à l'écliptique.

## Compléments